# 1. liga národní házené mužů 2005/2006
1. liga národní házené mužů 2005/06 byla v Československu nejvyšší ligovou soutěží mužů v házené. Zúčastnilo se jí 12 klubů, titul získalo družstvo TJ Plzeň-Újezd. V předchozí sezóně se hrál ročník  2004/05, v následující sezóně ročník 2006/07.

## Stupně vítězů
| Zlato          | Stříbro     | Bronz      | 4 místo     |
| -------------- | ----------- | ---------- | ----------- |
| TJ Plzeň-Újezd | Sokol Krčín | 1. NH Brno | SK Žeravice |

## Systém soutěže
Nejvyšší soutěže v národní házené mužů na území ČR se v sezóně 2005/06 zúčastnilo celkem 12 klubů. Hrálo se dvoukolově systémem každý s každým, poté kluby na 1. až 8. místě postoupily do play-off a kluby na 11. a 12. místě sestoupily do 2. ligy.

## Rozmístění klubů v jednotlivých krajích
| Kraj            | Počet klubů | Kluby                                                 |
| --------------- | ----------- | ----------------------------------------------------- |
| Plzeňský        | 6           | Litohlavy, Nýřany, Příchovice, Stupno, Újezd, Všenice |
| Praha           | 1           | Čakovice,                                             |
| Středočeský     | 1           | Stará Huť                                             |
| Královéhradecký | 1           | Krčín                                                 |
| Jihomoravský    | 1           | Brno                                                  |
| Olomoucký       | 1           | Žeravice                                              |
| Moravskoslezský | 1           | Studénka                                              |

## Tabulka
| Poř. | Tým              | Z  | V  | R | P  | VG  | OG  | B  |
| ---- | ---------------- | -- | -- | - | -- | --- | --- | -- |
| 1.   | Sokol Krčín      | 22 | 16 | 2 | 4  | 393 | 302 | 34 |
| 2.   | TJ DIOSS Nýřany  | 22 | 14 | 5 | 3  | 460 | 399 | 33 |
| 3.   | TJ Plzeň-Újezd   | 22 | 16 | 1 | 5  | 410 | 346 | 33 |
| 4.   | 1. NH Brno       | 22 | 12 | 3 | 7  | 392 | 362 | 27 |
| 5.   | TJ Stará Huť     | 22 | 12 | 1 | 9  | 398 | 379 | 25 |
| 6.   | SK Studénka      | 22 | 10 | 2 | 10 | 374 | 383 | 22 |
| 7.   | SK Žeravice      | 22 | 10 | 1 | 11 | 352 | 366 | 21 |
| 8.   | Sokol Stupno     | 22 | 8  | 4 | 10 | 402 | 404 | 20 |
| 9.   | TJ Všenice       | 22 | 7  | 2 | 13 | 351 | 401 | 16 |
| 10.  | TJ Příchovice    | 22 | 6  | 4 | 12 | 393 | 425 | 16 |
| 11.  | TJ Avia Čakovice | 22 | 5  | 1 | 16 | 295 | 369 | 11 |
| 12.  | TJ Litohlavy     | 22 | 3  | 0 | 19 | 360 | 444 | 6  |

Poznámky: Z = Odehrané zápasy; V = Vítězství; R = Remízy; P = Prohry; VG = Vstřelené góly; OG = Obdržené góly; B = Body
- O pořadí na 2., 3., 9. a 10. místě rozhodly vzájemné zápasy
- 1. kolo
- Újezd – Nýřany 22:19
- 6. kolo
- Příchovice – Všenice 19:17
- 12. kolo
- Nýřany – Újezd 17:14
- 17. kolo
- Všenice – Příchovice 20:15

Kvalifikace nebo sestup
|  | Postup do play-off |
|  | Sestup do 2. ligy  |

## Play-off

### 1. čtvrtfinále - vítěz Sokol Krčín 26:24
- Stupno – Krčín 10:13 (4:8)
- Krčín – Stupno 13:14 (6:5)

### 2. čtvrtfinále - vítěz SK Žeravice 30:25
- Žeravice – Nýřany 17:12 (10:8)
- Nýřany – Žeravice 13:13 (7:9)

### 3. čtvrtfinále - vítěz TJ Plzeň-Újezd 10:0
- Studénka – Újezd 0:10 (0:10) kontumačně.
- Újezd – Studénka 0:0 (0:0) nehráno z důvodu vyloučení Studénky z play-off
- Hráč Studénky Pavel Stiller obdržel v zápase předposledního kola základní části proti Příchovicím žlutou kartu, která byla jeho 6. v sezóně a tudíž nesměl v následujících 2 zápasech nastoupit. Pavel Stiller ovšem i přes tento zákaz do 2. zápasu, kterým byl první zápas čtvrtfinále play-off proti Újezdu jako hráč zasáhl a tak bylo utkání kontumováno a Studénka byla následně vyloučena z play-off.

### 4. čtvrtfinále - vítěz 1. NH Brno 42:33
- Stará Huť – Brno 15:21 (8:11)
- Brno – Stará Huť 21:18 (14:13)

### 1. semifinále - vítěz Sokol Krčín 31:29
- Žeravice – Krčín 15:14 (8:7)
- Krčín – Žeravice 17:14 (8:4)

### 2. semifinále – vítěz TJ Plzeň-Újezd 36:26
- Brno – Újezd 13:16 (8:8)
- Újezd – Brno 23:13 (11:7)

### O 3. místo - vítěz 1. NH Brno 43:32
- Žeravice – Brno 18:20 (8:11)
- Brno – Žeravice 23:14 (12:7)

### Finále - vítěz TJ Plzeň-Újezd 34:30
- Újezd – Krčín 21:18 (13:10)
- Krčín – Újezd 12:13 (6:7)

## 5 nejlepších střelců ligy
| Poř. | Jméno           | Klub      | Počet branek | Průměr branek na zápas |
| 1.   | Tomáš Ulrych    | Krčín     | 165          | 7,86                   |
| 2.   | Jiří Pešek      | Stará Huť | 161          | 7,67                   |
| 3.   | Michal Totzauer | Stupno    | 154          | 7,33                   |
| 4.   | Pavel Richter   | Studénka  | 145          | 6,59                   |
| 5.   | Radek Tycar     | Litohlavy | 144          | 6,86                   |